# Incroyable mais vrai !
 (novembre 2008).
Si vous disposez d'ouvrages ou d'articles de référence ou si vous connaissez des sites web de qualité traitant du thème abordé ici, merci de compléter l'article en donnant les références utiles à sa vérifiabilité et en les liant à la section « Notes et références ».
Pour les articles homonymes, voir Incroyable mais vrai.
Pour l’article homonyme, voir Ripley's Believe It or Not!.
Incroyable mais vrai ! puis Incroyable mais vrai, le mag ! et  Des records incroyables mais vrais ! est un magazine de divertissement d'après le format américain That's Incredible! (en).
 À l'origine, le programme est présenté par Jacques Martin, en duo avec Muriel Hees puis Catherine Ceylac, dans le cadre de Dimanche Martin du 1er février 1981 au 26 juin 1983 sur Antenne 2. L'émission a été reprise du  26 décembre 2002 à septembre 2008 sur TF1, sur TMC de 2008 à 2012, puis en avril et mai 2017 sur C8.

## Historique
Incroyable mais vrai est adapté du format américain That's Incredible! (en) créé par Alan Landsburg, et diffusé du 3 mars 1980 au 30 avril 1994 sur ABC.
Jacques Martin s'est associé avec Alan Landsburg afin d'acheter des sujets américains pour les diffuser en France. En 1983, l'émission est diffusée dans Dimanche Martin qui réalise 72 % d'audience et 27 millions de téléspectateurs.

« Nous nous sommes associés pour cela avec un producteur américain, qui s'appelle M. Landsburg. M. Landsburg a aussi cette façon de regarder ses contemporains de la même manière que moi. L'Amérique, la France. Ce qui nous permet, puisque nous échangeons nos émissions, de lui, se servir de ce que nous allons filmer; et nous, d'utiliser les sujets qu'ils nous propose. Je crois que c'est une première en matière de télévision. Nous travaillons - et c'était un de mes vieux rêves - pour la première fois à l'échelon mondial. »

— Jacques Martin dans Incroyable mais vrai du 21 décembre 1980

## Concept de l'émission
L'émission originale présentée par Jacques Martin, propose plusieurs histoires hors du commun, dépassant parfois la réalité, à l'aide de reportages, et si nécessaires de reconstitutions.
Ces histoires peuvent être par exemple, des drames, des records, des particularités physiques humaines ou animalières, des images et vidéos insolites, accompagnée de performances spectaculaires en direct. Le principe ne varie pas suivant les reprises.

## Présentation
- Antenne 2 (1981-1983) :

En France, l'émission est présentée dans les conditions du direct, au théâtre de l'Empire par Jacques Martin, avec Pierre Douglas, Muriel Hees puis Catherine Ceylac, dans le cadre de Dimanche Martin du 1er février 1981 au 26 juin 1983.
- TF1 (2002-2008) :

La présentation est alors composée de Bruno Roblès, Sophie Favier, Jean-Pascal Lacoste et Roger Pierre. L'émission est diffusée sur TF1 de 2002 à 2007 en seconde partie de soirée vers 22 h 30 le jeudi de 2002 à 2006 puis le lundi en 2007.
En janvier 2007, l'émission change de formule avec la suppression des rubriques « le Faviez vous ? », « Incroyable mais IDIOT » et « Incroyable mais STUPIDE ». L'émission est retirée de TF1, et est transférée sur les filiales du groupe TMC et TV Breizh en septembre 2008 sous le titre, Incroyable mais vrai, le mag ! avec Denis Maréchal et Sandra Lou où l'émission adopte une nouvelle formule, mais ne dure que 45 minutes.
- C8 (jeudi 20 avril 2017 et mercredi 31 mai 2017):

En 2017, le programme est relancé sur C8 avec Matthieu Delormeau et Isabelle Morini-Bosc sous le titre Des records incroyables mais vrais !, cette formule ne fait l'objet que de deux émissions.